# Fäbodtjärnen (Åsele socken, Lappland, 713351-154624)
Fäbodtjärnen är en sjö i Åsele kommun i Lappland och ingår i Ångermanälvens huvudavrinningsområde.